# Solid State Physics
Solid State Physics is een internationaal, aan collegiale toetsing onderworpen wetenschappelijk tijdschrift op het gebied van de fysica van de gecondenseerde materie.
De naam wordt in literatuurverwijzingen meestal afgekort tot Solid State Phys.